# Metilentetrahidrofolato reductasa (ferredoxina)
La metilentetrahidrofolato reductasa (ferredoxina) (EC 1.5.7.1) es una enzima que cataliza la siguiente reacción química:
Por lo tanto los dos sustratos de esta enzima son 5-metiltetrahidrofolato y  ferredoxina oxidada; mientras que sus tres productos son 5,10-metilentetrahidrofolato, ferredoxina reducida, y iones hidrógeno.

## Clasificación
Esta enzima pertenece a la familia de las oxidorreductasas, más específicamente a aquellas oxidorreductasas que actúan sobre grupos CH-NH como dadores de electrones, utilizando una proteína de hierro-azufre como aceptor.

## Nomenclatura
El nombre sistemático de esta clase de enzimas es 5-metiltetrahidrofolato:ferredoxina oxidorreductasa. Otro nombre por el que se la conoce es 5,10-metilentetrahidrofolato reductasa.  

## Estructura y función
Esta enzima es una flavoproteína de hierro-azufre, que además contiene cinc. La enzima de Clostridium formicoaceticum cataliza la reducción de azul de metileno, menadiona, bencil viologen, rubredoxina o FAD, con 5-metiltetrahidrofolato y la oxidación de ferredoxina oxidada o FADH
2 con 5,10-metilentetrahidrofolato. Sin embargo a diferencia de la enzima EC 1.5.1.20 (metilentetrahidrofolato reductasa (NAD(P)H)), no presenta actividad con NADPH. 
Esta enzima participa en el metabolismo de un átomo de carbono mediado por folato.